# Потье, Луи
Луи́ Потье́, сеньор, позднее первый барон де Жевр (с 1597 года), первый граф де Трем (с 1610 г.), маркиз де Ганделу (с 1626 г.) (фр. Louis Potier de Gesvres; ум. 25 марта 1630 года) — французский государственный деятель XVI—XVII вв.; брат Николя III Потье.
Был доверенным лицом сначала при Генрихе III, потом при Генрихе IV; последний возложил на Потье переговоры с Меркером о сдаче крепостей в Бретани. Исполнял обязанности государственного секретаря в 1589—1606 годах и в 1621—1628 гг.